# Tara Conner
 (juin 2017).
Si vous disposez d'ouvrages ou d'articles de référence ou si vous connaissez des sites web de qualité traitant du thème abordé ici, merci de compléter l'article en donnant les références utiles à sa vérifiabilité et en les liant à la section « Notes et références ».
Tara Elizabeth Conner, née le 18 décembre 1985, est un mannequin américain, devenue Miss Kentucky 2006 puis Miss USA 2006.

## Biographie
Tara Conner naît le 18 décembre 1985 à Dallas au Texas. Elle est la fille de Brenda et John Conner. Elle a un frère plus âgé appelé Josh. Elle déménage à Russell Springs (Kentucky), à l'âge de 6 ans. Tara a plus tard avoué qu'elle a commencé à se droguer, à l'âge de 14 ans, à la suite de la séparation de ses parents mais aussi du décès de son grand-père. Elle obtient son diplôme de fin de secondaire en 2004 et entame des études dans le domaine de la gestion des entreprises. En parallèle, elle exerce le métier de mannequin et travaille pour de grandes enseignes telles que Body Glove.

## Concours de beauté

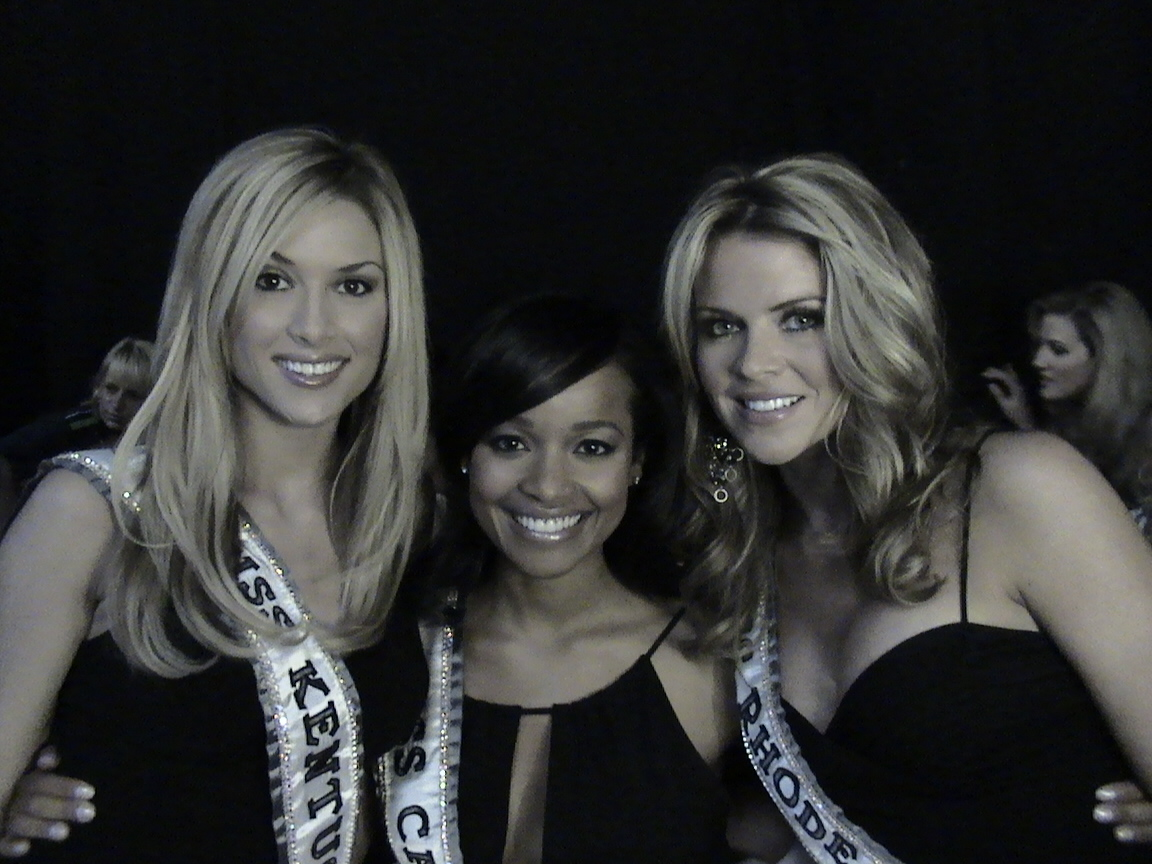
Tara Conner (Miss Kentucky USA 2006), Tamiko Nash (Miss California USA 2006) et Leeann Tingley (Miss Rhode Island USA 2006)

En 2001, à l'âge de 16 ans, Tara Conner remporte le titre de Miss Kentucky Teen USA. En août de l'année suivante, elle participe à Miss Teen USA 2002 qui se déroule à South Padre Island, dans l'État du Texas.
Elle finit deuxième dauphine de Vanessa Semrow, représentante du Wisconsin. Tara Conner devient la seconde Miss Kentucky à finir deuxième dauphine, tout juste deux ans après Kristen Johnson.
En novembre 2005, elle remporte le titre de Miss Kentucky USA. Elle participe ensuite à l'élection de Miss USA le 21 avril de l'année suivante et se classe parmi les finalistes. Elle devient la 18e jeune femme dans l'histoire du concours à se classer à la fois à Miss Teen USA et Miss USA. En fin de soirée, elle est couronnée Miss USA 2006, à Baltimore dans l'État du Maryland. Elle obtient alors le droit de représenter les États-Unis lors de l'élection de Miss Univers 2006, à Los Angeles où elle termine 4e dauphine de Zuleyka Rivera, représentante du Porto Rico. Tara Conner est seulement la 5e Miss USA à finir 4 dauphine.

## Polémique
Fin 2006, Tara Conner fait l'objet d'un scandale lorsqu'elle est accusée d'avoir bu et consommé des stupéfiants alors qu'elle n'avait pas encore atteint l'âge requis. Elle est autorisée à conserver son titre à condition de suivre un programme de désintoxication. 
Elle a également été aperçue au côté de Katie Blair, Miss Teen USA 2006, qu'elle a embrassée publiquement dans une boîte de nuit new-yorkaise.[réf. nécessaire]

## Après Miss USA
À la suite du couronnement de Rachel Smith, sa successeure au titre de Miss USA, Tara Conner fait des apparitions dans plusieurs programmes télévisés, comme par exemple Gone Country en 2008, suivi de son rôle de présentatrice dans The Girls of Hedsor Hall en 2009. Elle figure plus tard dans des films et séries du petit écran. Le 6 juin 2013, elle se rend à Syosset High School pour sensibiliser les jeunes aux effets néfastes de la drogue et de l'alcool.
Tara Conner fait également partie des jurés lors de l'élection de Miss USA en 2010 et 2015. 